# Police (Polònia)
Police (en alemany Pölitz) és una ciutat i port de Polònia, de Pomorze Zachodnie, Polònia. La població l'any 2014 era de 33.625 habitants. Situada a les vores de l'Oder, a l'entrada de l'estuari del riu, a prop del mar Bàltic (Badia de Szczecin), és un dels majors port polonès.
Conserva notables monuments gòtics: esglésies històriques dels segles xiv–xx i les ruïnes del monestir agustí (Police - Jasienica) (xiv).